# Alan Hippe
Alan Hippe (* 3. ledna 1967, Darmstadt, NSR) je německý průmyslový manažer. Od 1. dubna roku 2011 zastává funkci finančního ředitele ve farmaceutické společnosti Hoffmann-La Roche.

## Život
Vystudoval univerzitu v Mannheimu a univerzitu v Toulonu. Těsně po svých vysokoškolských studiích pracoval jako vědecký pracovník a doktorand na univerzitě Johannese Gutenberga v Mohuči a univerzitě v Mannheimu.
Jeho manažerský život začal v roce 1996, kdy úspěšně obhájil svou dizertační práci. Nastoupil do firmy AVECO Holding AG ve Frankfurtu nad Mohanem, kde pracoval jako manažer v oblasti kontrolingu a IT-systémů. Roku 1998 přestoupil do společnosti Fraport AG, kde zastával rovněž funkci vedoucího oddělení kontrolingu, financí a účetnictví. V roce 2002 se stal členem představenstva firmy Continental AG, významného německého dodavatele součástek a příslušenství pro automobily. Po svém odstoupení z funkce, na začátku roku 2009, se stal 1. dubna téhož roku členem představenstva v průmyslovém podniku ThyssenKrupp. Tuto pozici zastával přesně dva roky a následně se stal CFO společnosti Roche.
Je ženatý s dcerou Manfreda Bischoffa.